# Jaffueliobryum williamsii
Jaffueliobryum williamsii är en bladmossart som beskrevs av Delgadillo M. 2000. Jaffueliobryum williamsii ingår i släktet Jaffueliobryum och familjen Grimmiaceae. Inga underarter finns listade i Catalogue of Life.